# Scatopse notata
Scatopse notata is een muggensoort uit de familie Scatopsidae. De wetenschappelijke naam is gepubliceerd in 1758 door Carl Linnaeus in de tiende editie van Systema naturae.